# Coll de Vallmajor
El Coll de Vallmajor és una collada del municipi de Badalona, a la comarca del Barcelonès, que culmina a uns 60 msnm.